# Impávido
Impávido es una película dirigida en 2012 por Carlos Therón.

## Sinopsis
Rai entra en la cárcel después de robar un coche y no delatar a su chica. Tras cumplir su condena pasa a colaborar con un conocido del penal, para quien sigue apropiándose de automóviles al tiempo que su pasión por el juego le adentra en una peligrosa espiral que le implican en asalto a bancos, asesinatos y enfrentamientos entre bandas.

## Reparto
| Intérprete             | Personaje                    |
| ---------------------- | ---------------------------- |
| Julián Villagrán       | Rai                          |
| Nacho Vidal            | Mikima                       |
| Marta Torné            | Nora                         |
| Manolo Solo            | Tena                         |
| Pepón Nieto            | Roge                         |
| Carolina Bona          | Dani                         |
| Selu Nieto             | Aaron                        |
| Víctor Clavijo         | El Botas                     |
| Pepo Olivo             | Manrique                     |
| Pablo Penedo           | Ugarte                       |
| Fernando Valdivieso    | El Piercings                 |
| Miguel Ángel Martín    | El Bailón                    |
| José Luis García-Pérez | Dimas                        |
| Alberto Rodríguez      | Miguel                       |
| Óscar Rodríguez        | Óscar                        |
| Joaquín Pajarón        | Jandro                       |
| Pepe Mieres            | Guardia de Seguridad Parking |
| Jon Bermúdez           | Sánchez                      |
| Félix Rodríguez        | Mikima niño                  |
| Begoña Faro            | Madre Mikima                 |
| Juan González Esparta  | Padre Nora                   |
| Fernando Fernández     | Farmacéutico                 |
| Simona Ferrar          | Mujer francesa               |
| Pablo Iglesias         | Copiloto monovolumen         |
| Alberto García Sánchez | Director Banco               |
| Enriquez J. Alberto    | Preso                        |
| Tato Loché             | Repartidor cárcel            |

## BSO
La BSO tiene el mismo nombre que la película: Impávido. Está compuesta por Antonio Escobar Nuñez, autor de otras bandas sonoras como "Evelyn" y "Buscando a Eimish".